# شمس آباد (مقاطعة تشرام)
شمس آباد (بالفارسية: شمس آباد) هي قرية تقع في قسم تشرام الريفي (مقاطعة تشرام) في إيران. يقدر عدد سكانها بـ 21 نسمة.